# Eustaquio Méndez

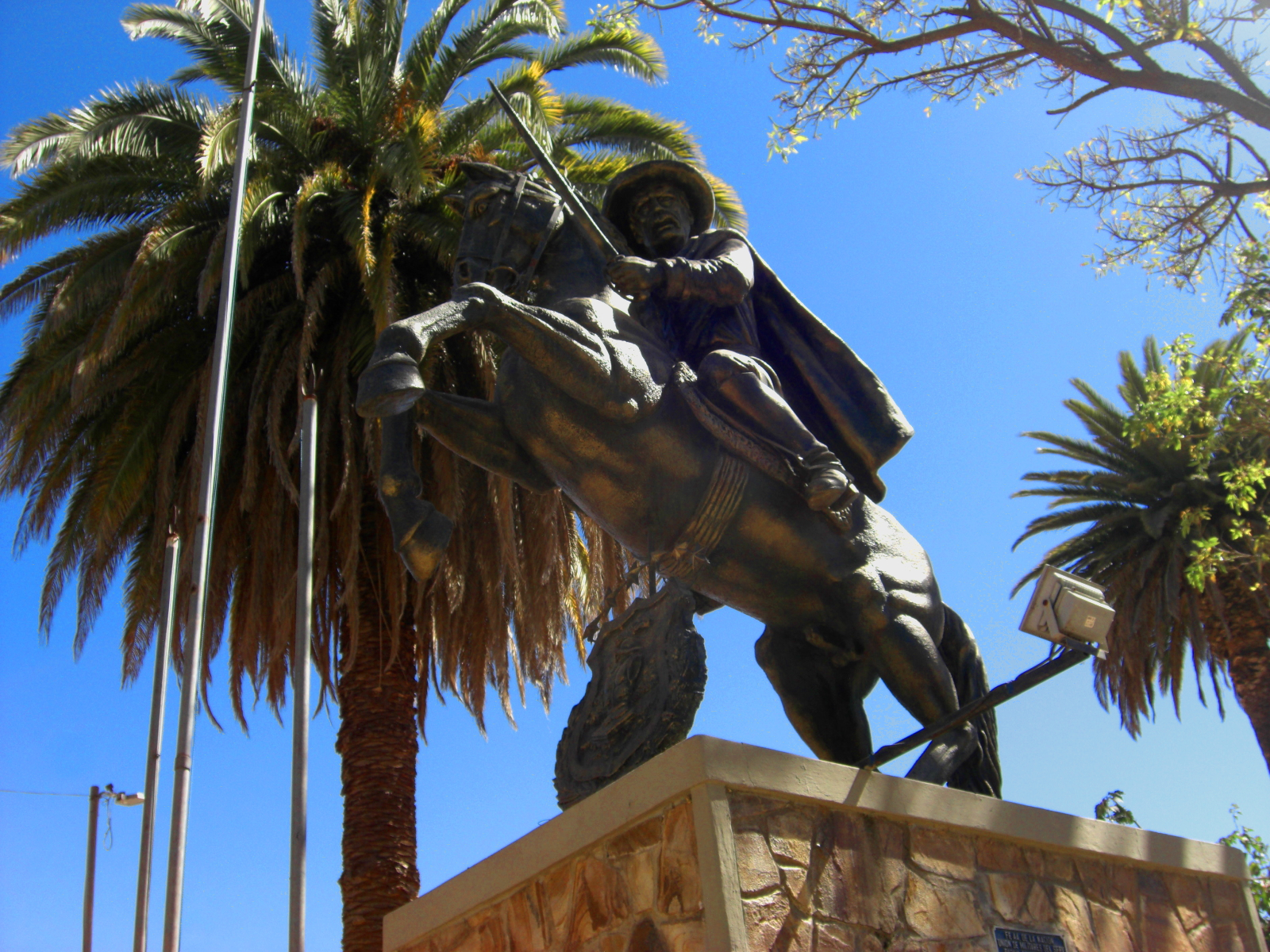
Estatua ecuestre de José Eustaquio Moto Méndez

Eustaquio Méndez (Churqui Guaico, Corregimiento de Tarija, Imperio español, 19 de septiembre de 1784 - Tarija, Bolivia, 4 de mayo de 1849), conocido como Moto Méndez, fue un militar rioplatense y uno de los caudillos de San Lorenzo que destacó su participación en la Guerra de Independencia de la Argentina, y según el actual margen territorial, también en la Guerra de la Independencia de Bolivia.

## Biografía
Eustaquio Méndez fue hijo legítimo de Juan Méndez y de María Arenas, ambos criollos hijos de españoles, nació el 19 de septiembre de 1784 en Churqui Guaico, cerca a Canasmoro, en el Curato de San Lorenzo, fue bautizado el día siguiente en la Parroquia de San Lorenzo como Eustaquio y, de acuerdo con el santoral de la época, celebraban el día del Mártir Católico San Eustaquio de Roma. Su primer apodó fue José, en homenaje a su padrino de bautizo, el Dr. Joseph –o José— de Aldana, quien era muy amigo de su padre Juan Méndez.
Acompañó a su padre en la elaboración del azúcar en una propiedad del Pilaya y en las faenas del campo, recorriendo las campiñas y las propiedades que poseía la familia en Canasmoro, Carachimayo, Camarón, Sirviñuelas, San Pedro de Las Peñas, Churqui Guaico, Chilcani, La Ensenada y otros. A medida que fue creciendo recorrió Salta, Tucumán y otros pueblos y ciudades de la actual Argentina, por lo cual sus conocimientos que poseía de la geografía y topografía de la región fue grande.
Debido a que la vida de los habitantes en Tarija de la época virreinal era en su mayoría en el campo, Méndez estaba emparentado con la reconocida familia española Ibarbulo en San Lorenzo, sería en sus haciendas de esta familia donde trabajaría Eustaquio Méndez, con lo que posterior a eso lograría tener sus propias haciendas en San Lorenzo. Eustaquio Méndez no logró aprender a leer ni escribir, por lo cual en un futuro, su amigo D. Eugenio de Lugo sería quien fungirá como su secretario y se encargaría de firmar sus documentos, cartas y actas en nombre de Méndez, en muchas ocasiones firmardas con su apodo de José Eustaquio.
El mes de junio de 1810, se enteró de la Revolución de Buenos Aires del 25 de mayo, el alcalde y presidente Cabildo, Mariano Antonio de Echazú, recibió los documentos de Buenos Aires para unirse a la revolución, Echazú al enterarse de los acontecimientos, de forma disyuntiva apoyó a la Junta de Buenos Aires de la Revolución de Mayo el 25 de junio, aunque también se debía elegir diputados para que se presente a la Junta, debido a las dudas del apoyo a la revolución, no lograrían ponerse de acuerdo las autoridades del Cabildo, de ese modo se convocó a un Cabildo Abierto en agosto para elegir al diputado, Méndez no votó pero se enteró de que se eligió a un joven abogado, José Julián Pérez de Echalar.

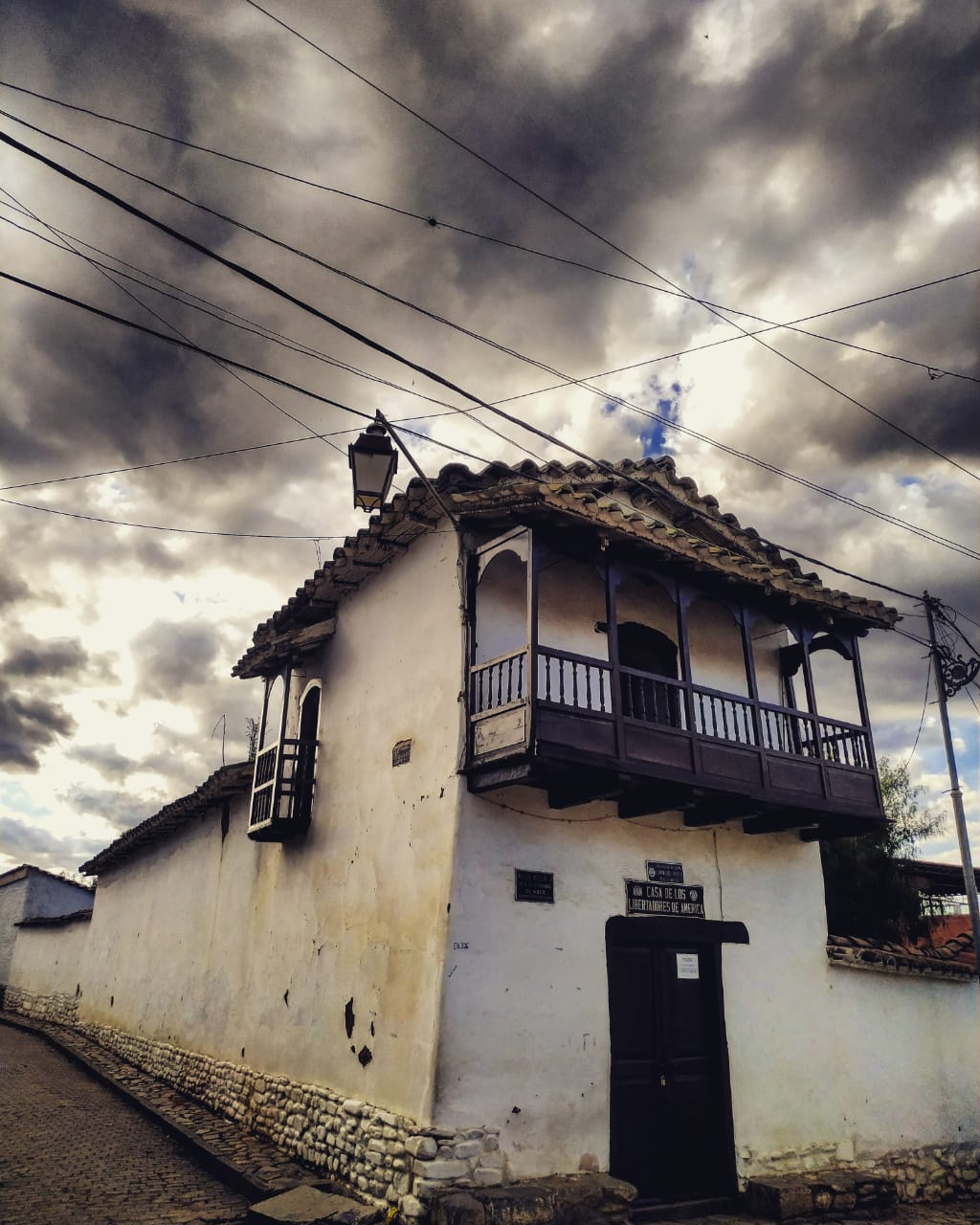
Casa de Eustaquio Méndez ubicada en la Villa de San Lorenzo.

### Inicio como guerrillero independentista
A mediados de 1814, Méndez ya estaría involucrado delicadamente entre los independentistas; pero, empezaría su trayectoria militar en enfrentar en ciertos combates contra los realistas a mediados de 1816. Al igual que los demás caudillos de Tarija, estaba bajo órdenes de sus amigos, Martín Miguel de Güemes (quien retomó Tarija en 1812 y comandó la guerra gaucha) y, Francisco Pérez de Uriondo (chileno caudillo de caudillos en Tarija); Méndez fue considerado uno de los caudillos de San Lorenzo. Por otro lado fue afiliado a los federales de Salta y, apoyó la gestión política y militar de Martín de Güemes.
Siendo nombrado "Capitán Comandante de la División de San Lorenzo" el 15 de noviembre de 1816, emprendió férrea lucha contra los realistas que se habrían cercado en la plaza de la Villa de Tarija. Realizando incursiones para recuperar nuevamente el mando de la misma (provocando serias pérdidas del lado realista) y retirándose estratégicamente a Carachimayo, desde donde emprendía acciones sorpresivas contra estos.
El ejército realista logró retomar en su poder a Tarija a mediados del año, fue nombrado gobernador a Melchor José Lavin, quien rodeó y atacó metódicamente, impidiendo que los independentistas realizarán operaciones desde esa ciudad, aunque Francisco Pérez de Uriondo inició distintas guerrillas comandando a los caudillos regionales como Méndez, Mendieta, Rojas, Avilés, Garay, entre otros. El 14 de abril de 1817 llegó Gregorio Aráoz de Lamadrid, quien junto a Francisco de Uriondo, comandaron y libraron la batalla de Tarija el 14 de abril contra Mateo Ramírez. La participación de Méndez fue muy sutil, ya que él estaba bajo las órdenes de Aráoz de Lamadrid y de Uriondo; el día 15, Lamadrid, su subcomandante Lorenzo Lugones y sus huestes partieron a la Tablada, para enfrentarse al subcomandante realista Malacabeza, y fue donde se libró combate en el Campo de La Tablada; Méndez se quedó en la Villa junto a los demás caudillos comandados por Uriondo, cercando a los realistas comandados por Mateo Ramírez y su subcomandante Andrés de Santa Cruz, por la tarde Aráoz de Lamadrid y Uriondo exigieron la rendición de Ramírez, Andrés de Santa Cruz y la división realista, estos aceptaron.
Después de la batalla de Tarija, en el mes de julio, Mariano Ricafort, Pedro Antonio de Olañeta Antonio Vigil y Melchor José Lavin, retomaron Tarija; Francisco de Uriondo y Aráoz de Lamadrid iniciarían distintas guerrillas contra estos comandando a los caudillos José María Avilés, José María Aguirre Hevia Vaca, los hermanos Mendietas, Manuel Pérez de Uriondo, Ramón Rojas y Eustaquio Méndez, estos liderando gauchadas (guerrillas). Uriondo al presenciar muchas derrotas, organizó a la población en Padcaya donde armó su campamento de lucha, después se metió en Toldos y Valle del Zenta y sería donde Uriondo y Lamadrid se enfrentaron con los realistas.
En agosto de 1818, Méndez sufriendo derrota en Itaú y Caraparí contra los realistas comandados por Vigil, fue capturado; el coronel Antonio Vigil, por órdenes del general José de la Serna, como castigo, le cortaron la mano derecha a Méndez. Un año antes, en sus tantas buenas conversaciones con los realistas, había rechazado algunas ofertas importantes de La Serna, cartas que según Méndez contenían lisonjas a nombre del Rey de España. Después de la mutilación le mandaron junto con su sobrino Segovia, de castigo a San Lorenzo, desde donde se ocupó de los asuntos concernientes a sus haciendas y posesiones en aquellos lares, después de esos sucesos se le fue apodando "Moto", palabra castellanizada que quiere decir sin filo, sin mano o manco, y desde ese entonces se le conoció como Moto Méndez.
Por su participación contra los realistas y en la defensa del Curato de San Lorenzo, a Eustaquio Méndez, se le fue entregado un sable y uniforme patriota por Manuel Belgrano el 22 de noviembre de 1818.
En 1824 sirvió como soldado realista en las filas de Olañeta y luchó en favor al Rey; poco después apoyó la invasión al Alto Perú del general español Jerónimo Valdés. Tras la retirada de Valdés, Méndez huyó al norte argentino dirigiéndose a Salta y después a Tarija en la división del general Juan Antonio Álvarez de Arenales en 1825. Habiendo cumplido con sus labores militares, se retiró temporalmente a su casa en San Lorenzo, en allí fue donde contrajo matrimonio con Doña María Salomé Ibarbol en enero de 1825.

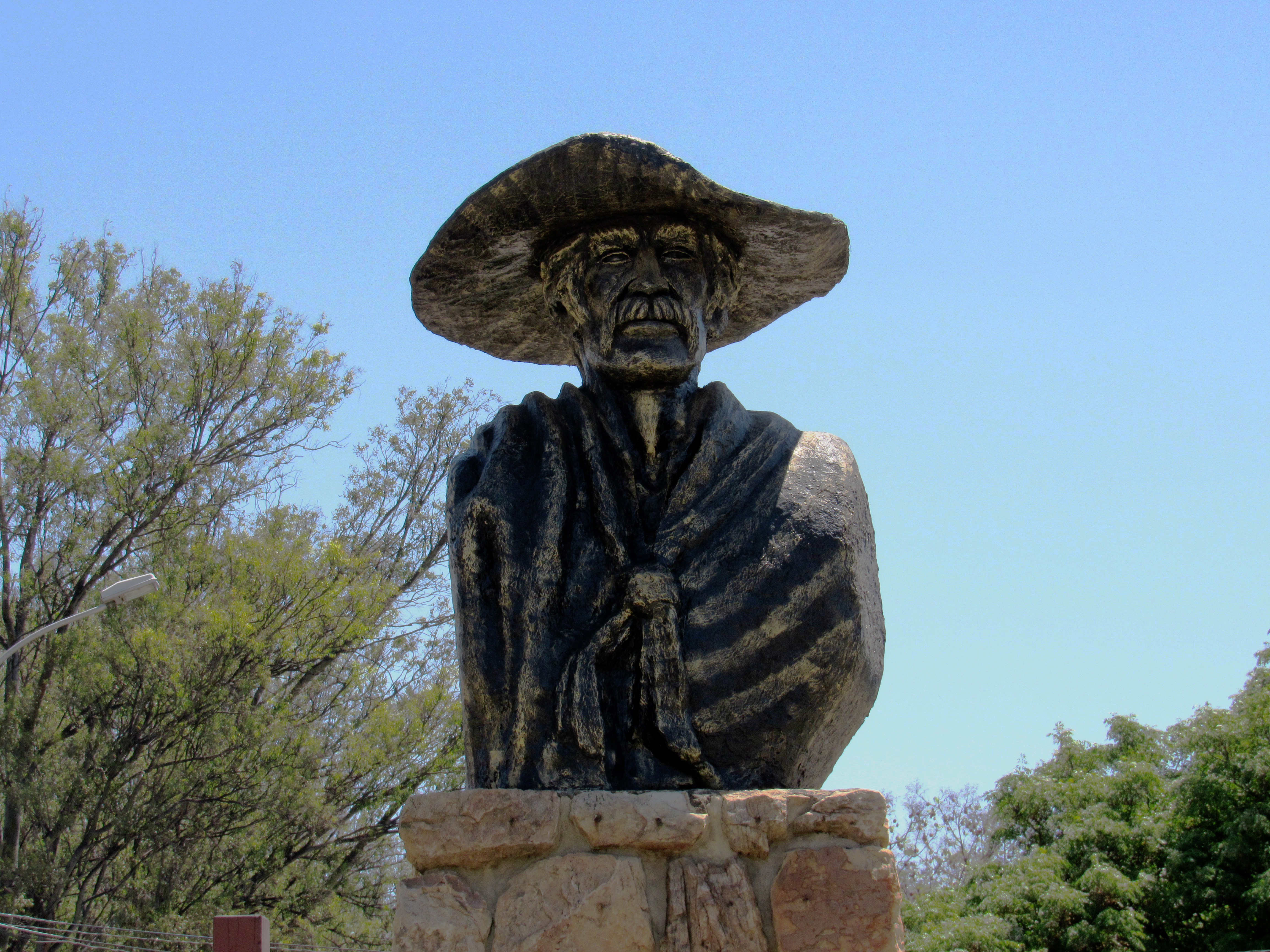
Monumento de un busto del Moto Méndez en una rotonda entre la av. Jaime Paz Zamora y la Ruta Nacional.

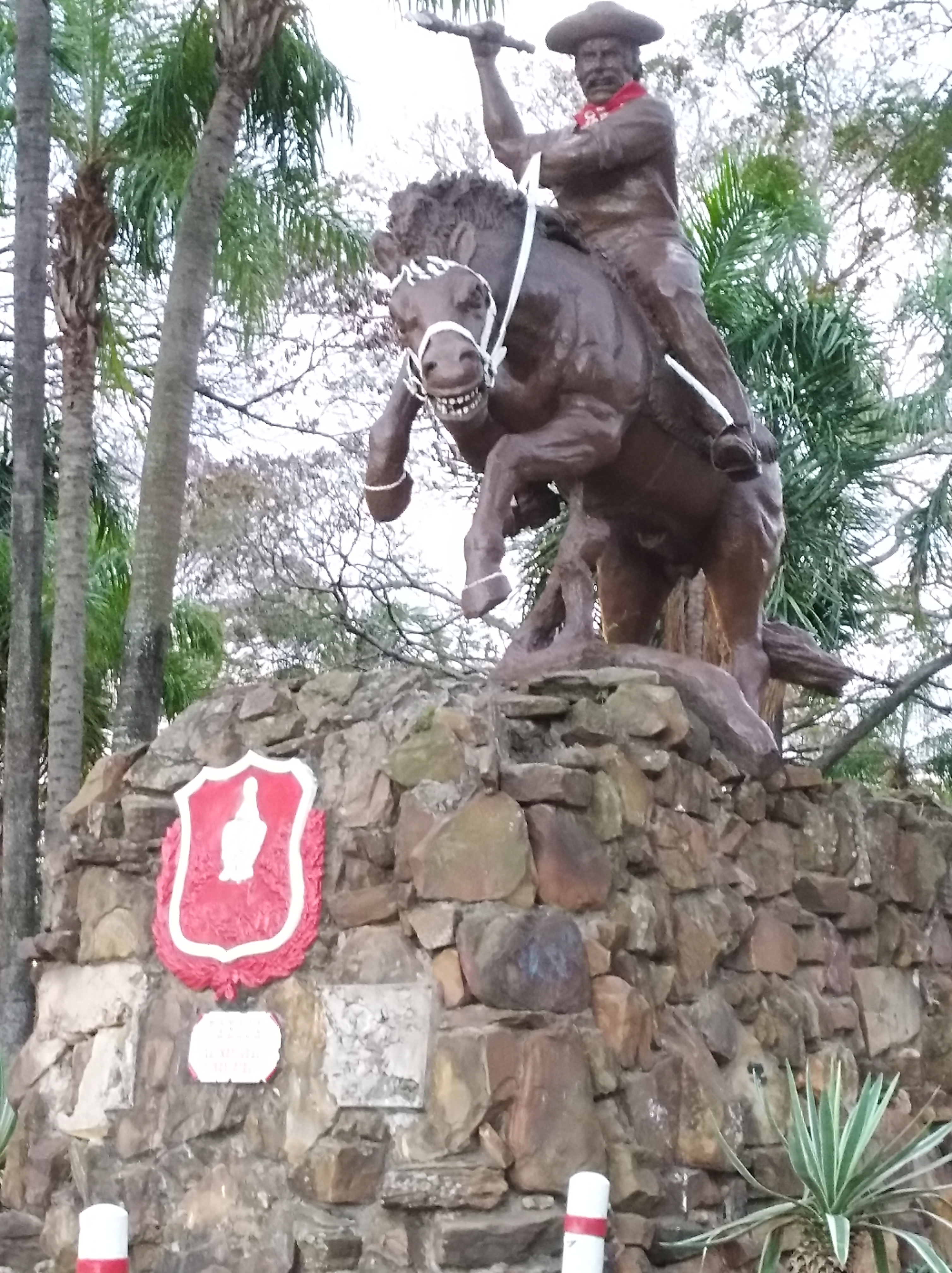
Monumento de "José" Eustaquio "Moto" Méndez en la Plaza Tarija de Santa Cruz de la Sierra del barrio Petrolero Sur.

Por aquel entonces, el presidente de la Gran Colombia, Simón Bolívar, designó a Eustaquio Méndez como coronel de infantería el 3 de febrero de 1825.
Posteriormente Eustaquio Méndez junto a su subcomandante, Cnel. José María Aguirre Hevia Vaca, en San Lorenzo el 14 de marzo de 1825, se designaron a expulsar a los últimos realistas españoles de Tarija, Eustaquio Méndez mandó a Hevia Vaca con el orden de posesionarse en la capital en forma de presa, acto en la que lo acorralaron 16 soldados realistas a mando de 2 oficiales, las tropas de Méndez y Aguirre confrontaron y desarmaron a los realistas sin abrir fuego, exigieron la rendición de estos y la aceptaron. Aguirre y Méndez dieron parte de la independencia de Tarija a José María Pérez de Urdininea el 9 de marzo declarando a Tarija como Pueblo Libre. También se envío una carta a Álvarez de Arenales dando parte que la población tarijeña eligió y aclamó como gobernador al Dr. José Felipe de Echazú, hijo del iniciador de la independencia de Tarija, Mariano Echazú.

### Después de la independencia
Méndez decidió alejarse del ámbito militar, y se retiró a San Lorenzo. En el mes de mayo de 1825, Tarija sufrió la invasión altoperuana al mando del irlandés Francisco Burdett O'Connor y Bernardo Trigo, quienes por órdenes de Antonio José de Sucre, debían dar un golpe de Estado al gobernador y militarizar la Villa comandando al ejército colombiano, para después anexar Tarija al Alto Perú, Méndez tuvo que apoyar de manera disyuntiva a Trigo, quien sería nombrado de facto por O'Connor como gobernador, los pobladores sufrieron atropellos, arrestos, hasta llegar al exilio de muchos, estos fueron los que dieron parte a las autoridades rioplatenses quienes fueron a reclamar a Bolívar, quien ordenó a Sucre desmilitarizar Tarija y devolverlo a al Río de la Plata, Salta designó a Ciriaco Díaz Vélez como gobernador quien quería que Tarija sea autónoma de Salta y, de ese modo se le sustituiría en 1826 por Mariano de Gordaliza, quien al enterarse el mes de agosto, de una nueva invasión de Sucre a Tarija, ordenó a arrestar a los antiguos involucrados de la primera invasión, los cuales resultaron arrestado y llevados al Cabildo para después a Salta fueran Eustaquio Méndez y a Gabino Ibáñez, esto fue de conocimiento de los gauchos montoneros adeptos de Méndez e Ibáñez, quienes se trasladaron al Cabildo y otros dieron parte al ejército colombiano comandados por Trigo y O'Connor; estos nuevamente dieron golpe de Estado al gobierno tarijeño, siendo esta vez la de Gordaliza, militarizaron la villa y nuevamente se cometería atropellos a la población tarijeña, O'Connor posesionaria nuevamente a Trigo como gobernador, después de dos reuniones agosto para elegir a diputados para Charcas, en octubre tras una reunión, Trigo y sus adeptos en su mayoría, enviaron a los diputados con los documentos, en cuáles decidieron anexar Tarija a Bolivia, donde Méndez e Ibáñez firmarían dichos documentos.
En 1837, Perú y Bolivia se conformaron en una confederación, llamada Confederación Perú-boliviana; el gobernador de Buenos Aires y encargado de la Confederación Argentina, Juan Manuel de Rosas, hizo conocer sus reclamos sobre Tarija, Rosas mandó desde Salta a Perú-Bolivia a Pedro Felipe Cavia para tratar los temas con el protector de Bolivia, Andrés de Santa Cruz, quien no le recibió, Rosas inmediatamente declaró la guerra a la Confederación Perú-boliviana el 19 de mayo. Rosas emitió órdenes para retomar Tarija, el general Alejandro Heredia y el general Gregorio Paz serían los comandantes de estos, se adentraron por el Chaco. Se presume de que Méndez fue partícipe de la batalla de Montenegro, comandando junto al prefecto Bernardo Trigo, Fernando María Campero Barragán y Manuel Dorado el escuadrón del Batallón Méndez y que estos eran comandados por Sebastián Agreda, el general Burdett O'Connor y posteriormente Otto Philipp Braun, quiénes comandaban también el ejército mayor, Ejército de Bolivia y el Batallón Socabaya.

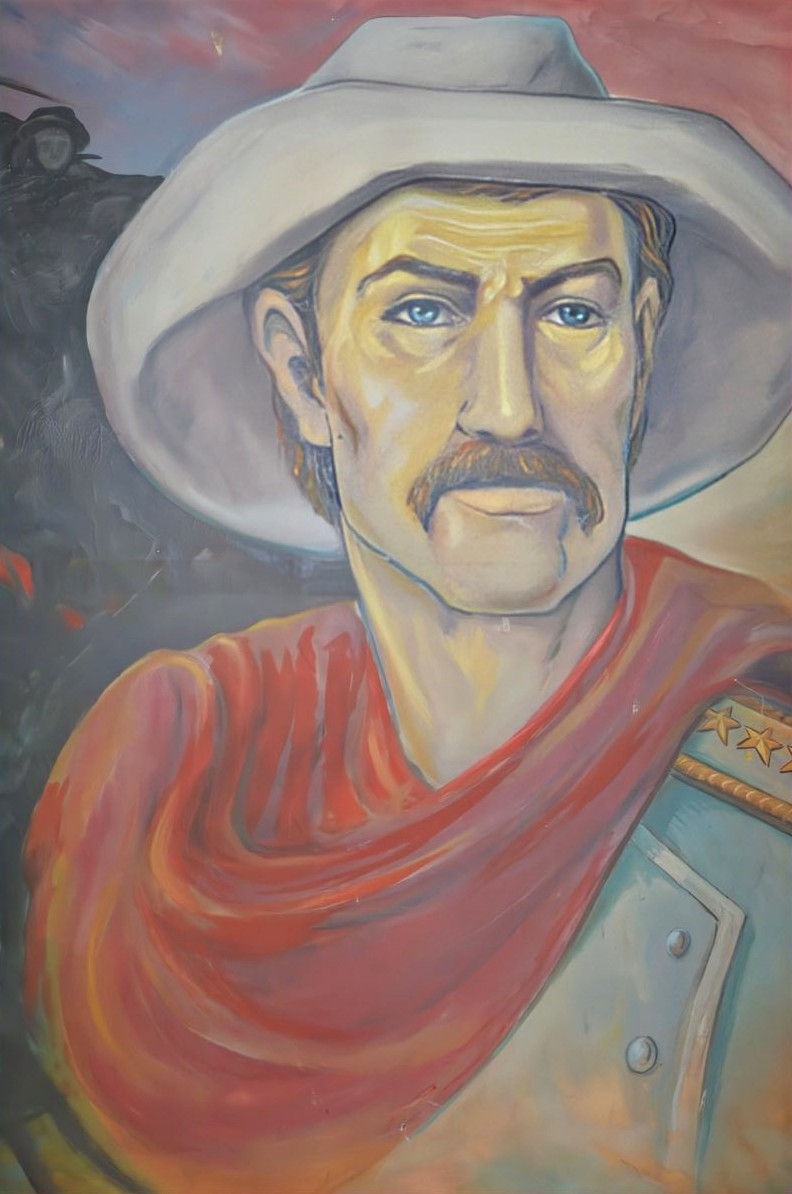
Cnel. “José” Eustaquio “Moto” Méndez.

### Muerte
Méndez evitó distintas guerras civiles cuando Tarija era constituido como republiqueta integrada en Salta y por ende en las Provincias Unidas del Río de la Plata (actual Argentina); pero, en el año 1849, cuando Tarija era un departamento de Bolivia, Méndez al estar involucrados en una de las tantas guerras civiles de Bolivia, fue derrotado y luego torturado por manos bolivianas hasta llegar a su muerte, precisamente después de la Batalla de Santa Bárbara.
Las tropas al mando del general Sebastián Agreda, el coronel José Rosendi y acólitos de José Miguel de Velasco, observando la débil defensa de los partidarios de Manuel Isidoro Belzu, como el prefecto de Tarija Pedro González, y el Comandante Militar, Cnel. Gandarillas, ingresaron y ocuparon Tarija para cumplir tres órdenes: dar un golpe de Estado a la gobernación de Tarija destituyendo al Prefecto, atrapar a Eustaquio Méndez y desestabilizar al Gobierno de Belzu. Méndez, ante la situación imperante, organizó un escuadrón de 500 jinetes y al mediodía del 30 de abril de 1849, se dirigió desde San Lorenzo a la Ciudad de Tarija, en el sitio denominado Santa Bárbara a escasos del sur de la Villa de San Lorenzo, de acuerdo con el parte militar enviado por Rosendi a Velasco, aproximadamente a las 17:30 las tropas se enfrentaron y luego del cruce de fuego, se impuso la tropa de Rosendi. En esas, Méndez y algunos de sus hombres lograron escapar dirigiéndose hacia San Mateo y Las Barrancas pero fueron alcanzados los cuatreros, dispararon a Méndez en la espalda, muy malherido cayó del caballo, ultrajado fue remitido a lomo de animal hasta la cárcel del Cabildo Capitular en la ciudad de Tarija (actual Patio del Cabildo Municipal), en la celda denominada "Infiernillo" fue donde continuó siendo objeto de torturas y ultrajes. Aislado y ante la gravedad de su estado de salud, Méndez hizo llamar a su amigo y antiguo compañero de armas, al Escribano Público Dr. Juan Mirales Agustín de Mendieta, a la una de la tarde ante testigos presenciales Salvador Vigil y Juan Mireles, dictó su testamento el dos de mayo y, en el que manifiesta su profunda fe y vocación católica.
Inmediatamente Francisca Ruiloba (esposa del general Francis Burdett O'Connor), interpuso sus buenas gestiones y logró convencer al prefecto de facto, el general Sebastián Agreda, de que Méndez fuera trasladado a la Casona O'Connor; aceptada la solicitud, fue trasladado en horas avanzadas de la noche y, allí permaneció y recibió todo tipo de auxilios, pero a pesar de los cuidados brindados, al atardecer del viernes 4 de mayo de 1849, a la edad de 65 años, falleció José Eustaquio Moto Méndez. Fue enterrado en el Panteón de la Iglesia Matriz de la ciudad de Tarija el 5 de mayo del mismo año; respecto a sus restos, estos nunca fueron habidos, la urna que se encuentra en la Casa Museo y la tumba del Cementerio General de San Lorenzo, solo son repositorios simbólicos.